# 岐阜市議会
岐阜市議会（ぎふしぎかい）は、岐阜県の県庁所在地である岐阜市に設置されている地方議会である。

## 概要

### 任期
4年

### 定数
38人

### 所在地
岐阜県岐阜市司町40番地1
岐阜市役所本庁舎4階

### 委員会
- 議会運営委員会

#### 常任委員会
- 総務委員会
- 経済環境委員会
- 厚生委員会
- 建設委員会
- 文教委員会

#### 特別委員会
- インターチェンジ周辺整備対策特別委員会

### 定例会
- 年4回実施[2]
  - 3月
  - 6月
  - 9月
  - 11月

### 事務局
- 議会事務局
  - 議会総務課
  - 議事調査課

## 会派
| 会派名                     | 議員数 | 所属党派              | 議員名（◎は代表者） | 女性議員数 | 女性議員の比率(%) |
| -------------------------- | ------ | --------------------- | --- | ---------- | ----------------- |
| 自民岐阜                   | 19     | 自由民主党15 無所属4  | ◎大野一生 杉山利夫 浅野雅樹 竹市勲 和田直也 浅野裕司 石井浩二 石川宗一郎 熊田由弘 黒田育宏 佐藤幸太 須田眞 高橋正 野本琢磨 橋爪大 箕輪光顕 谷藤錦司 若山貴嗣 渡辺貴郎 | 0          | 0                 |
| 岐阜市民クラブ             | 5      | 立憲民主党2 無所属3   | ◎松原和生 富田耕二 石原宏基 小森忠良 披田麻衣 | 1          | 20                |
| 岐阜市議会公明党           | 5      | 公明党                | ◎西垣信康 小堀将大 江崎洋子 河合智美 辻孝子 | 3          | 60                |
| 健やか緑政                 | 3      | れいわ新選組1 無所属2 | ◎可児隆 服部勝弘 田中成佳 | 0          | 0                 |
| 日本共産党岐阜市議会議員団 | 2      | 日本共産党            | ◎堀田信夫 森下満寿美 | 1          | 50                |
| にじいろ                   | 1      | 無所属                | ◎原菜穂子 | 1          | 100               |
| 日本維新の会岐阜市議会     | 1      | 日本維新の会          | ◎林大貴 | 0          | 0                 |
| 会派に属さない議員         | 2      | 無所属                | 大塚翔太 道家康生 | 0          | 0                 |
| 合計                       | 38     |                       | | 6          | 15.78             |

## 議員報酬等
| 役職   | 議員報酬        | 政務活動費  |
| ------ | --------------- | ----------- |
| 議長   | 月額 77万0000円 | 月額 15万円 |
| 副議長 | 月額 70万0000円 | 月額 15万円 |
| 議員   | 月額 65万0000円 | 月額 15万円 |

- 別途、年2回期末手当あり
- 政務活動費の残金は市に返還する義務がある
- 議員年金は2011年（平成23年）6月1日で廃止されている

## 定数の推移
「岐阜市議会議員定数条例」によって定数が決められている。
- 2003年（平成15年）4月27日選挙 - 44人→42人
- 2006年（平成18年）1月29日編入増員選挙 - 1選挙区42人→2選挙区44人
- 2007年（平成19年）4月22日選挙 - 2選挙区44人→1選挙区44人
- 2011年（平成23年）4月24日選挙 - 44人→41人
- 2015年（平成27年）4月26日選挙 - 41人→38人

## 議会出身者
- 田中実司（衆議院議員）
- 平工喜一（衆議院議員）
- 山田永俊（衆議院議員）
- 渡辺嘉蔵（衆議院議員）
- 渡辺甚吉（衆議院議員・貴族院議員）
- 伊藤修（参議院議員）
- 岩崎昭弥（参議院議員）
- 桑原善吉（貴族院議員）